# Памаши
Памаши (мар. Пектансола) — деревня в Новоторъяльском районе Республики Марий Эл. Входит в состав Масканурского сельского поселения.

## География
Находится в северо-восточной части республики Марий Эл на расстоянии приблизительно 10 км по прямой на северо-запад от районного центра посёлка Новый Торъял.

## История
Основана в 1798 году. В 1811 году в селении было 9 дворов, 25 человек. В 1859 году в деревне насчитывалось 11 дворов, 80человек, все черемисы. В 1884 году в деревне проживали лишь черемисы, насчитывалось 13 дворов, 82 жителя, в 1905 году 18 дворов и 113 жителей, в 1917 124 человека, в 1925 191 человек. В 1940 году в селении числилось 257 человек. В 1988 году в деревне насчитывалось 60 жителей, 19 домов, в 1996 года 13 хозяйств, 37 человек. В советское время работал колхоз «Ужара».

## Население
Население составляло 44 человека (мари 98 %) в 2002 году, 26 в 2010.